# Ophiarachnella capensis
Ophiarachnella capensis är en ormstjärneart som först beskrevs av Bell 1888.  Ophiarachnella capensis ingår i släktet Ophiarachnella och familjen Ophiodermatidae. Inga underarter finns listade i Catalogue of Life.